# Mülhauser Typ
Der Mülhauser Typ ist ein in Mülhausen entwickelter Bautyp für Arbeiterhäuser. Es handelt sich um vier um einen Kreuzgrundriss gegliederte Wohnungen mit separatem Eingang in einem quadratischen Gebäude. Er wurde erstmals dort für die Kalibergbau-Arbeiter gebaut und 1855 auf der Weltausstellung in Paris gezeigt. Im Ruhrgebiet wurde er vor allem durch die Harpener Bergbau AG verbreitet. Er löste den einfachen Kotten als Standard ab.